# 橘子新乐园
ORANGE RANGE（中文譯名：橘子新樂園、日語譯名：オレンジレンジ），是一隊來自日本沖繩縣的五人男子組合樂團。2003年憑一曲「上海HONEY」知名度大升，2004年憑多首優秀作品迅速走紅。

## 團名由來
在團成立初期，由於他們相信「名字裡有顏色的團體」都會大紅，因此就用了團長Naoto母親的幸運顏色來當作團名。

## 重要事件
本樂團第六首單曲的「LOCOLOTION」，被檢舉抄襲Little Eva 專輯歌曲，Kylie Minogue亦翻唱過的「The Loco-Motion」，而發生「橘子新樂園抄襲事件」。已過世的Little Eva之歌曲版權由百代唱片所有，該公司原本也預訂對本樂團的同單曲專輯以及另張專輯《musiQ》的部分歌曲提出國際訴訟。抄襲事件已經嚴重損害樂團的形象，但該專輯仍於當年拿下了雙周冠軍與七月份的冠軍。 
在2004年NHK紅白歌唱大賽中，主辦單位徵得全部團員同意，將歌曲資訊改為「作詞・作曲：Carole King / Gerry Goffin；日本語詞：ORANGE RANGE」；團長Naoto也透過《Bounce雜誌》，說明事件經過，並公開表達歉意。 
知名日本節目「男女糾察隊」的背景音樂中，有兩首歌曲都是由日本樂團橘子新樂園所創作演唱。

## 成員
- HIROKI：主唱（中音）

1983年6月29日／A型
本名:外間 弘樹（ほかま ひろき）沖繩市出身。A型。沖繩縣立北谷高等學校畢業。
- YAMATO：主唱（高音）

1984年1月14日／A型
本名:我如古 大和（がねこ やまと）沖繩市出身。A型。沖繩縣立中部商業高等學校畢業。
- NAOTO：吉他、作曲、Chorus、rograming等其他樂器)

1983年5月8日／A型
本名:廣山 直人（ひろやま なおと）沖繩市出身。A型。沖繩縣立北谷高等學校畢業。約半數專輯的歌曲之作曲者
- YOH：低音吉他（貝斯）

1983年12月11日／O型
本名:宮森 洋（みやもり よう）沖繩市出身。O型。沖繩縣立北谷高等學校畢業。
- RYO：主唱（低音）

1985年10月1日／O型
本名:宮森 涼（みやもり りょう）沖繩市出身。O型。沖繩縣立北谷高等學校畢業。
宮森洋的弟弟

### 舊成員
- KATCHAN: Drums

1983年6月19日／A型
本名:北尾 一人（きたお かずひと）
於2005年7月31日退團

## 音樂作品

### 單曲
1. （2003年6月4日發行）
2. 上海HONEY （2003年7月16日發行、2004年6月21日再版）
3. （2003年10月22日發行、2004年6月21日再版）
4. 落陽 （2003年11月27日發行）
5. 路標～a road home～ （2004年2月25日發行）
6. LOCOLOTION （2004年6月9日發行）
7. （2004年8月25日發行，限量十萬張）
8. 花 （2004年10月20日發行，電影《現在，很想見你》主題曲）
9. ＊〜米字鍵〜 （2005年2月23日發行，動畫《BLEACH》主題曲）
10. 愛的大行進 （2005年5月25日發行，電影《電車男》主題曲）
11. 小姐！請你給我愛 （2005年6月8日發行）
12. 羈絆 （2005年8月24日發行，電視劇版本《現在，很想見你》主題曲）
13. 冠軍之歌 （2006年5月10日發行）
14. （2006年8月30日發行，本田汽車「STREAM」車款電視廣告主題曲，日本電視台運動節目「SPORTS URUGUSU」八月份主題曲）
15. （2005年10月25日發行，東京放送連續劇《鐵板少女小茜》主題曲）
16. （2007年4月25日發行）
17. 太陽無用（2007年7月18日發行，富士電視台連續劇「花樣少年少女日本版」片頭曲）
18. （2008年3月5日發行，富士電視台連續劇「Loss：Time：Life傷停時間」片頭曲）
19. （2008年5月28日發行，動畫「《Code Geass 反叛的魯路修 R2》」片頭曲）
20. （2008年7月9日發行，動畫「《Code Geass 反叛的魯路修 R2》」片尾曲）
21. （2008年11月12日發行，Pocky廣告曲）
22. （2009年7月8日發行，NHK連續劇「我要上太空」主題曲）
23. ウトゥルサヌ （2010年7月28日發行）
24. ヤーヤーヤー （2010年9月22日發行）

### 專輯

#### 錄音室專輯
1. 1st Contact （2003年）
2. musiQ （2004年）
3. （2005年）
4. ORANGE RANGE （2006年）
5. PANIC FANCY （2008年）
6. world world world（2009年）
7. orcd（2010年）
8. NEO POP STANDARD（2012年）
9. spark（2013年）
10. Ten（2015年）
11. ELEVEN PIECE（2018年）
12. Double Circle（2022年）

#### 精選輯
1. Squeezed（2006年4月12日）
2. ORANGE （2007年7月25日發行）
3. RANGE（2007年7月25日發行）
4. （2008年12月3日）
5. ALL the SINGLES（2010年7月14日）

#### 混音專輯
1. Squeezed（2006年4月12日發行）

#### EP
1. （全國版：2002年2月22日發行，沖縄版：2002年4月21日發行，2004年10月20日再版）

## DVD
- （2004年7月28日發行）
- （2005年4月27日發行）
- LIVE musiQ ～from LIVE TOUR 005"musiQ"at MAKUHARI MESSE 2005.04.01～（2005年12月21日發行）
- LIVE ИATURAL ～from LIVE TOUR 005"ИATURAL"at YOKOHAMA ARENA 2005.12.13～（2006年9月20日發行）
- ORANGE RANGE LIVE TOUR 006 〜FANTAZICAL〜（2007年12月5日發行）
- ORANGE RANGE LIVE TOUR 008 〜PANIC FANCY〜 AT 武道館（2009年4月8日發行）

## 演唱會

### 其它演唱會
| 名稱                                                                             | 日期          | 地區       | 場地   | 備註                    |
| -------------------------------------------------------------------------------- | ------------- | ---------- | ------ | ----------------------- |
| MP魔幻力量 x ORANGE RANGE 橘子新樂園-魔幻新樂園 A-POP 亞洲樂世界格鬥賽 1st Round | 2015年3月28日 | 台灣台北市 | 小巨蛋 | 其他演出歌手:MP魔幻力量 |

## 外部連結
- ORANGE RANGE OFFICIAL WEB SITE （页面存档备份，存于） - 公式ウェブサイト
- 橘子新乐园的MySpace主頁
- YouTube上的ORANGE RANGE Official Channel頻道
- ORANGE RANGE的X（前Twitter） - ORANGE RANGEの公式Twitter
- OR STAFF的X（前Twitter） - ORANGE RANGEのスタッフの公式Twitter
- ORANGE RANGE HIROKI的X（前Twitter） - HIROKIの公式Twitter
- Ryo的X（前Twitter） - RYOの公式Twitter
- naotohiroyama的X（前Twitter） - NAOTOの公式Twitter
- YOH的X（前Twitter） - YOHの公式Twitter
- Mytive Funtive （页面存档备份，存于） - RYOの公式ブログ
- ORANGE RANGE OFFICIAL Facebook （页面存档备份，存于） - 公式facebook
- ORANGE RANGE （页面存档备份，存于） - 公式mixiページ
- ORANGE RANGE （页面存档备份，存于） - スターダストプロモーションによる公式ページ